# Saison 2019 de l'équipe cycliste masculine Trek-Segafredo
La saison 2019 de l'équipe cycliste Trek-Segafredo est la neuvième de cette équipe.

## Préparation de la saison 2019

### Sponsors et financement de l'équipe
L'équipe porte depuis 2016 le nom de son propriétaire et sponsor principal, fabricant de vélo Trek, et de la marque de café Segafredo Zanetti (it), devenue co-sponsor en 2016. D'abord engagée pour deux ans, celle-ci a prolongé jusqu'à 2020 le contrat qui la lie à l'équipe, son président Massimo Zanetti (it) s'estimant satisfait de la première année de sponsoring. En 2019, ces deux sponsors donnent leur nom à une nouvelle équipe féminine homonyme.
Le maillot de l'équipe, fourni depuis 2018 par Santini, garde les couleurs rouge et noir. Une bande blanche est ajoutée sur la poitrine, mettant en valeur les logos de Segafredo Zanetti et Trek. Les flancs et les manches noirs arborent eux aussi ces logos, ainsi que celui de l'éditeur de logiciels d'analyse de données Splunk, nouveau sponsor secondaire de l'équipe,.

### Arrivées et départs
| Arrivées         | Équipe 2018                  |
| ---------------- | ---------------------------- |
| Giulio Ciccone   | Bardiani-CSF                 |
| William Clarke   | EF Education First-Drapac    |
| Alex Kirsch      | WB Aqua Protect-Veranclassic |
| Matteo Moschetti | Polartec-Kometa              |
| Richie Porte     | BMC Racing                   |
| Edward Theuns    | Sunweb                       |

| Départs          | Équipe 2019            |
| ---------------- | ---------------------- |
| Eugenio Alafaci  | EvoPro                 |
| Matthias Brändle | Israel Cycling Academy |
| Gregory Daniel   | DCBank                 |
| Laurent Didier   | Retraite               |
| Tsgabu Grmay     | Mitchelton-Scott       |
| Ruben Guerreiro  | Katusha-Alpecin        |
| Giacomo Nizzolo  | Dimension Data         |
| Grégory Rast     | Retraite               |
| Boy van Poppel   | Roompot-Charles        |

## Coureurs et encadrement technique

### Effectif
| Cycliste             | Date de naissance | Nationalité      | Équipe 2018                  |  |
| -------------------- | ----------------- | ---------------- | ---------------------------- |  |
| Fumiyuki Beppu       | 10 avril 1983     | Japon            | Trek-Segafredo               |  |
| Julien Bernard       | 17 mars 1992      | France           | Trek-Segafredo               |  |
| Gianluca Brambilla   | 22 août 1987      | Italie           | Trek-Segafredo               |  |
| Giulio Ciccone       | 20 décembre 1994  | Italie           | Bardiani-CSF                 |  |
| William Clarke       | 11 avril 1985     | Australie        | EF Education First-Drapac    |  |
| Nicola Conci         | 5 janvier 1997    | Italie           | Trek-Segafredo               |  |
| Koen de Kort         | 8 septembre 1982  | Pays-Bas         | Trek-Segafredo               |  |
| John Degenkolb       | 7 janvier 1989    | Allemagne        | Trek-Segafredo               |  |
| Niklas Eg            | 6 janvier 1995    | Danemark         | Trek-Segafredo               |  |
| Fabio Felline        | 29 mars 1990      | Italie           | Trek-Segafredo               |  |
| Alex Frame           | 18 juin 1993      | Nouvelle-Zélande | Trek-Segafredo               |  |
| Michael Gogl         | 4 novembre 1993   | Autriche         | Trek-Segafredo               |  |
| Markel Irizar        | 5 février 1980    | Espagne          | Trek-Segafredo               |  |
| Alex Kirsch          | 12 juin 1992      | Luxembourg       | WB Aqua Protect-Veranclassic |  |
| Bauke Mollema        | 26 novembre 1986  | Pays-Bas         | Trek-Segafredo               |  |
| Jacopo Mosca         | 29 août 1993      | Italie           | D'Amico-UM Tools (2019)      |  |
| Matteo Moschetti     | 14 août 1996      | Italie           | Polartec-Kometa              |  |
| Ryan Mullen          | 7 août 1994       | Irlande          | Trek-Segafredo               |  |
| Jarlinson Pantano    | 19 novembre 1988  | Colombie         | Trek-Segafredo               |  |
| Mads Pedersen        | 18 décembre 1995  | Danemark         | Trek-Segafredo               |  |
| Richie Porte         | 30 janvier 1985   | Australie        | BMC Racing                   |  |
| Kiel Reijnen         | 1er juin 1986     | États-Unis       | Trek-Segafredo               |  |
| Toms Skujins         | 15 juin 1991      | Lettonie         | Trek-Segafredo               |  |
| Peter Stetina        | 8 août 1987       | États-Unis       | Trek-Segafredo               |  |
| Jasper Stuyven       | 17 avril 1992     | Belgique         | Trek-Segafredo               |  |
| Edward Theuns        | 30 avril 1991     | Belgique         | Sunweb                       |  |
| Stagiaire            | Date de naissance | Nationalité      | Équipe 2019                  |  |
| Nicolas Debeaumarché | 24 février 1998   | France           | SCO Dijon                    |  |
| Juan Pedro Lopez     | 31 juillet 1997   | Espagne          | Kometa Cycling Team          |  |
| Charlie Quarterman   | 6 septembre 1998  | Grande-Bretagne  | Holdsworth-Zappi             |  |

## Bilan de la saison

### Victoires
| Date       | Course                                    | Pays      | Classe | Vainqueur      |
| ---------- | ----------------------------------------- | --------- | ------ | -------------- |
| 20/01/2019 | 6e étape du Tour Down Under               | Australie | 2.UWT  | Richie Porte   |
| 17/02/2019 | 4e étape du Tour de La Provence           | France    | 2.1    | John Degenkolb |
| 23/02/2019 | 2e étape du Tour du Haut-Var              | France    | 2.1    | Giulio Ciccone |
| 28/05/2019 | 16e étape du Tour d'Italie                | Italie    | 2.UWT  | Giulio Ciccone |
| 27/06/2019 | Championnat d'Irlande du contre-la-montre | Irlande   | CN     | Ryan Mullen    |
| 30/06/2019 | Championnat de Lettonie sur route         | Lettonie  | CN     | Toms Skujiņš   |
| 01/09/2019 | Classement général du Tour d'Allemagne    | Allemagne | 2.HC   | Jasper Stuyven |
| 21/09/2019 | Primus Classic                            | Belgique  | 1.HC   | Edward Theuns  |
| 22/09/2019 | Grand Prix d'Isbergues                    | France    | 1.1    | Mads Pedersen  |
| 12/10/2019 | Tour de Lombardie                         | Italie    | 1.UWT  | Bauke Mollema  |
| 20/10/2019 | Japan Cup                                 | Japon     | 1.HC   | Bauke Mollema  |

### Résultats sur les courses majeures
Les tableaux suivants représentent les résultats de l'équipe dans les principales courses du calendrier international (les cinq classiques majeures et les trois grands tours). Pour chaque épreuve est indiqué le meilleur coureur de l'équipe, son classement ainsi que les accessits obtenus par Trek-Segafredo sur les courses de trois semaines.

#### Classiques
| Classique            | Milan-San Remo           | Tour des Flandres    | Paris-Roubaix        | Liège-Bastogne-Liège | Tour de Lombardie   |
| -------------------- | ------------------------ | -------------------- | -------------------- | -------------------- | ------------------- |
| Coureur (classement) | Gianluca Brambilla (34e) | Jasper Stuyven (19e) | Jasper Stuyven (27e) | Toms Skujiņš (26e)   | Bauke Mollema (1er) |

#### Grands tours
| Grand tour           | Tour d'Italie                                                                   | Tour de France     | Tour d'Espagne      |
| -------------------- | ------------------------------------------------------------------------------- | ------------------ | ------------------- |
| Coureur (classement) | Bauke Mollema (5e)                                                              | Richie Porte (11e) | Peter Stetina (28e) |
| Accessits            | 1 victoire d'étape (Giulio Ciccone), classement de la montagne (Giulio Ciccone) | -                  | -                   |